# 鳥居原狐塚古墳
鳥居原狐塚古墳（とりいばらきつねづかこふん、鳥居原古墳）は、山梨県市川三郷町大塚にある古墳。形状は円墳。市川三郷町指定史跡に指定され（指定名称は「狐塚古墳」）、出土神獣鏡は国の重要文化財に指定されている。
赤鳥元年（238年）銘神獣鏡の出土で知られる。

## 概要
甲府盆地南部、市川三郷町域の北東端に位置。曽根丘陵西端の支丘上に立地する。標高は320メートル付近。曽根丘陵は東海地方の弥生文化や畿内の古墳文化が流入した地域で、大塚古墳や伊勢塚古墳などが分布する。
開墾による破壊が激しいが、1894年（明治27年）の調査で石室が確認され、昭和初年には仁科義男による調査が行われている。内部主体は割石小口積みの竪穴式石室で、内部には朱が塗布されている。埴輪は確認されていない。1979年（昭和54年）に発掘調査が行われ、副葬品として仿製内行花文鏡、舶載の神獣鏡（対置式赤烏元年紀年銘鏡）、滑石製臼玉、鉄刀、鉄剣、銅鈴、土師器片、須恵器破片などが出土している。

## 赤烏元年鏡

対置式神獣鏡
（国の重要文化財）外区1時半-3時に時計回りに「赤烏元年」銘。東京国立博物館展示。

赤烏元年鏡は国の重要文化財に指定され、一宮浅間神社（市川三郷町）に所蔵されている（東京国立博物館に寄託）。直径12.5センチメートルの紀年銘鏡で、大陸南部の呉の年号である赤烏元年（238年）の紀年銘をもつ。日本列島では弥生時代には大陸から威信材として青銅製品が移入されており、山梨県内でも貨泉や舶載鏡や出土している。大陸で遼東半島地域を支配していた公孫氏は魏と敵対する一方で呉と外交関係があったが、鏡に記されている赤烏元年には高句麗と魏の攻撃で公孫氏は滅ぼされている。『魏志倭人伝』によれば、日本列島では翌年に邪馬台国の女王卑弥呼が魏に朝貢して親魏倭王の称号を与えられたといわれ、こうした東アジアの政治状況のなかで、紀年銘鏡は呉と倭国間の外交関係、あるいは公孫氏を介しての通交によりもたらされたと考えられている（宮野淳一による）。

## 文化財

### 重要文化財（国指定）
- 神獣鏡 赤鳥元年五月廿五日在銘 山梨県西八代郡三珠町鳥居原狐塚古墳出土（考古資料） - 一宮浅間神社所有、東京国立博物館保管。1979年（昭和54年）6月6日指定。

### 市川三郷町指定文化財
- 史跡
  - 狐塚古墳 - 1976年（昭和51年）6月19日指定。